# 畅游

暢遊舊標誌

北京畅游时代数码技术有限公司（简称：畅游、搜狐畅游）是一家位于中国北京的在线游戏开发商和运营商，于2009年4月在纳斯达克全球精选市场上市。

## 公司沿革
- 2002年7月：北京畅游时代数码技术有限公司前身搜狐游戏事业部成立；
- 2003年2月25日：首款代理网络游戏《骑士Online》启动公测；
- 2004年7月4日：首款自主研发网络游戏《刀剑Online》启动公测；
- 2007年5月2日：《天龙八部》进军越南市场；
- 2007年5月9日：《天龙八部》公测开启；
- 2007年12月：北京畅游时代数码技术有限公司成立；
- 2008年1月：《天龙八部》进军港澳市场；
- 2009年4月2日：北京畅游时代数码技术有限公司于NASDAQ上市；
- 2010年5月：收购冰动信息技术（上海）有限公司；[5]
- 2011年4月25日：收购深圳第七大道科技有限公司；
- 2011年6月1日：收购上海晶茂文化传播有限公司；[6]
- 2011年11月30日：收购17173.COM。[7]

2020年4月，搜狐与畅游在2个多月前达成的私有化协议于4月17日完成。届时畅游将成为搜狐的间接全资控股子公司，完成私有化。

## 公司产品

### 网络游戏
- 天龙八部[9]
- 鹿鼎记
- 刀剑英雄
- 九鼎传说
- 新水浒Q传（大话水浒）
- 剑仙
- 东海奇谭
- 中华英雄
- 古域
- 中华英雄·龙虎门
- 战地风云OL
- 水浒Q传2
- 斗破苍穹OL
- 轩辕剑七
- 蛮荒搜神记
- RHO
- MAZE

### 单机游戏
- 轩辕剑6
- 軒轅劍外傳 穹之扉
- 仙劍奇俠傳六（由子公司暢遊樂動負責代理發行）

### 网页游戏
- 英雄王座
- 弹弹堂2
- 梦隋唐
- 盛世三国
- 龙将
- 神仙道
- 梦江湖
- 吞食三国
- 梦幻飞仙
- 斗破乾坤
- 龙歌
- 战三国
- 烈火战神
- 醉西游
- 大侠传
- 神曲
- 开天辟地
- 倾世情缘
- 新梦幻之城
- 仙落凡尘
- 凡人修真贰
- 热血海贼王
- 商界九天
- 大唐真龙贰
- 画皮贰
- 皇图霸业
- 轩辕剑

### 游戏服务
- 畅游网
- 17173.COM
- 手游网
- 页游网

## 公司荣誉
- 2005年
  - 第一届中国游戏产业年会
    - 2004年度中国十佳游戏运营商

- 2006年
  - 第二届中国游戏产业年会
    - 2005年度中国十佳游戏运营商
    - 2005年度中国十佳游戏开发商

- 2007年
  - 2006年中国网络游戏年度风云榜
    - 中国大陆客服最佳的十大网游公司

- 2008年
  - 第四届中国游戏产业年会（金凤凰奖）
    - 2007年度中国十佳游戏开发商
    - 2007年度中国十佳游戏运营商
    - 2007年度中国民族游戏海外拓展奖

  - 天地风云年度游戏评选
    - 2007年最佳市场推广运营商

  - 《大众网络报》读者调查
    - 2007年读者最喜爱的网络游戏运营商

- 2009年
  - 第六届中国游戏行业年会（金手指奖）
    - 2008年度最佳网络游戏开发团队
    - 2008年度中国游戏行业优秀企业

  - 第五届中国游戏产业年会（金凤凰奖）
    - 2008年度十大游戏开发商
    - 2008年度中国十佳游戏运营商
    - 2008年度中国游戏企业爱心奖
    - 2008年度中国民族游戏海外拓展奖

- 2011年
  - 2011年网博会-中国网络文化盛典
    - 中国网络文化杰出成就奖

  - 太平洋游戏年度游戏风云榜
    - 中国年度最佳网游公司

  - 17173风云盛典
    - 2011年中国年度最受欢迎网游公司

- 2012年
  - 第八届中国游戏产业年会
    - 十大品牌游戏企业
    - 十大海外拓展游戏企业
    - 中国十大游戏媒体

## 相关條目
- 搜狐
- 17173
- 第七大道科技有限公司
- 冰动娱乐
- 晶茂传媒